# Ministère Élie Decazes
Pour les articles homonymes, voir Decazes.
Restauration
Ministère Dessolles Ministère Richelieu II
Le ministère Élie Decazes, du 19 novembre 1819 au 20 février 1820, sous le règne de Louis XVIII. Il succède au ministère Jean Joseph Dessolles qui avait échoué sur la question de la réforme électorale.

## Composition[1]

### Présidence du Conseil
| Fonction                           | Image            | Nom                 |
| ---------------------------------- | ---------------- | ------------------- |
| Président du Conseil des ministres | Le comte Decazes | Élie, comte Decazes |

### Ministères
Decazes fait appel à des personnalités de centre-droit dans son gouvernement car lui aussi, comme Dessoles, s'inquiète des progrès de la nouvelle gauche, des indépendants.
| Fonction                              | Image                          | Nom                                         |
| ------------------------------------- | ------------------------------ | ------------------------------------------- |
| Ministre de l’Intérieur               | Le comte Decazes               | Élie, comte Decazes                         |
| Ministre de la Justice                | Le comte de Serre              | Hercule, comte de Serre                     |
| Ministre des Affaires étrangères      | Le baron Pasquier              | Étienne-Denis, baron Pasquier               |
| Ministre de la Guerre                 | Le général de La Tour-Maubourg | Victor de Fay, marquis de Latour-Maubourg   |
| Ministre des Finances                 | Le comte Roy                   | Antoine, comte Roy                          |
| Ministre de la Marine et des Colonies | Le baron Portal                | Pierre-Barthélémy d'Albarèdes, baron Portal |

### Sous-secrétariats d’État
| Fonction                            | Image           | Nom                                                                 |
| ----------------------------------- | --------------- | ------------------------------------------------------------------- |
| Sous-secrétaire d’État à la Justice | Le comte Siméon | Joseph Jérôme, comte Siméon (du 24 janvier 1820 au 20 février 1820) |

## Contexte et fin du gouvernement
Le parti libéral s'imprègne de nouveau d'idées révolutionnaires. À la source de courant des indépendants, on trouve une élite libérale faite de négociants, de riches banquiers, de notables parisiens attachés aux idées de 1789 et soucieux de donner aux libertés une expression beaucoup plus large. Les étudiants, issus de la bourgeoisie, donnent au mouvement une image plus contestataire. À leurs côtés, des officiers de l'armée impériale, placés en demi-solde, refusent l'origine même du pouvoir rétabli par les alliés. Ils sont rejoints souvent par des professions libérales, des capacités, des employés, des boutiquiers ... Leur influence s'exerce parfois sur les ouvriers des villes, hostiles à la monarchie, aux aristocrates et aux prêtres. Dans le peuple se mélangent souvent les souvenirs de la République, ceux de l'Empire, dont l'image est enjolivée par les très nombreux anciens combattants qui chantent la gloire de l'empereur et entretiennent un vigoureux patriotisme de gauche. Certains chefs de libéralisme parlementaire, comme La Fayette ou Voyer d'Argenson, donnent un visage officiel à ce nouveau libéralisme revendiqué aussi par les industriels les plus en vue : Ternaux, le roi de la laine, Koechlin, le patron de Mulhouse. En dépit d'une direction grande-bourgeoise avant tout hostile à l'exclusivisme aristocratique, le mouvement glisse vers la voie révolutionnaire. (sociétés secrètes : l'Union, Loges des Amis de la Vérité ; complot du Bazar français)
Decazes tente de pousser jusqu'à sa logique ultime la politique de compromission libéral inaugurée par Richelieu. Mais à partir de 1819, le processus lui échappe, car le libéralisme de gauche mord désormais sur la majorité gouvernementale, au moment où la droite entend barrer la route à cette glissade vers la "démocratie". Cette radicalisation de la situation politique effraie, et la pression conjuguée du roi et des alliés, attentifs à l'évolution politique de la France, pousse Decazes à proposer une modification de la loi électorale dans un sens plus favorable à la droite.
Mais Decazes est pris de vitesse par les évènements. Le 13 février 1820, l'ouvrier sellier Louvel, napoléonien très anticlérical et patriote, poignarde devant l'opéra le duc de Berry, Charles Ferdinand d'Artois. Louvel, meurtrier isolé, avait l'espoir d'éteindre la dynastie, puisque le duc de Berry était le dernier héritier mâle des Bourbons. Trop tard pour Louvel : le 29 septembre 1820, la duchesse de Berry met au monde le duc de Bordeaux, "l'enfant du miracle".
Mais au-delà, la droite entend exploiter politiquement l'assassinat. Le duc de Berry, libertin pourtant connu pour ses frasques parisiennes, devient, pour les ultras, le symbole même du roi chrétien, la figure emblématique du martyre des Bourbons qui renvoie à Louis XVI, victime de la Révolution, mais au-delà, à Henri IV, le roi favori des ultras, victime lui aussi d'un attentat. À défaut d'avoir trouvé les preuves d'un complot, les ultras dénoncent chez Louvel un ouvrier qui sait lire et qui s'est nourri de la presse libérale révolutionnaire. Très rapidement, le gouvernement Decazes est mis en accusation. Lâché par la gauche, qui conteste la réforme électorale, mais aussi par la droite, qui lui refuse l'utilisation de lois d'exception et l'accuse de complicité objective avec les assassins du duc de Berry, abandonné par le roi, qui cède à sa famille et au "parti dévot", Decazes doit partir le 20 février 1820.